# Толсон, Клайд
Клайд А́ндерсон То́лсон (англ. Clyde Anderson Tolson, 22 мая 1900, Ларедо, США — 14 апреля 1975, Вашингтон) — американский государственный деятель. Заместитель директора Федерального бюро расследований, ответственный за личный состав и дисциплину в ведомстве. Известен как протеже и компаньон первого директора ФБР Джона Эдгара Гувера.

## Начало карьеры
Толсон родился в Ларедо, штат Миссури, учился в бизнес-колледже Cedar Rapids Business College, в штате Айова, затем работал служащим в Военном министерстве США. С 1919 по 1928 год он был личным секретарем военных министров в трех администрациях: Ньютона Бейкера, Джона Уикса, и Дуайта Дэвиса. Затем Толсон получил степень бакалавра в Университете Джорджа Вашингтона в 1925 году и ученую степень юриста в 1927 году.
Несмотря на то, что вначале его кандидатура была отвергнута ФБР, в 1927 году он всё-таки был принят на работу, хотя рассматривал её всего лишь как ступеньку в карьерной лестнице на пути к частной юридической практике. Поработав в Бостоне и Вашингтоне в полевых условиях, он стал главным клерком ФБР, а в 1930 году был повышен до помощника директора.
В 1936 году Толсон вместе с Гувером участвовали в аресте банковского грабителя Элвина Карписа; в этом же году Толсон был участником перестрелки с нью-йоркским гангстером Гарри Брюнетом, а в 1942 году участвовал в поимке нацистских диверсантов на Лонг-Айленде и во Флориде. В 1947 году он был назначен заместителем директора ФБР, ответственным за бюджетные и административные вопросы.

## Зрелые годы
В 1964 году перенес инсульт, от которого не оправился до самого конца жизни. В 1965 году президент Линдон Джонсон наградил Толсона золотой медалью за выдающиеся заслуги в гражданской службе, отметив, что Толсон был «жизненно важной силой в повышении эффективности соблюдения правопорядка на всех уровнях и в выведении Федерального бюро расследований на новый уровень достижений во времена больших испытаний для страны». В 1970 году, несмотря на то, что Толсон был слишком пожилым для полицейской службы и достиг пенсионного возраста, Гувер оставил его работать в ФБР.
Сообщалось, что Толсон однажды весьма резко высказался в адрес тогдашнего Генерального прокурора США Роберта Кеннеди: «Надеюсь, что кто-нибудь подстрелит насмерть этого сукиного сына».
Когда 2 мая 1972 года Гувер умер, Толсон короткое время был исполняющим обязанности директора ФБР, но днем позже его сменил и. о. директора Л. Патрик Грей, назначенный президентом Ричардом Никсоном. Толсон уволился из ФБР 4 мая, в день похорон Гувера. Вместо себя оставил Марка Фелта руководить операциями ФБР.

## Отношения с Гувером

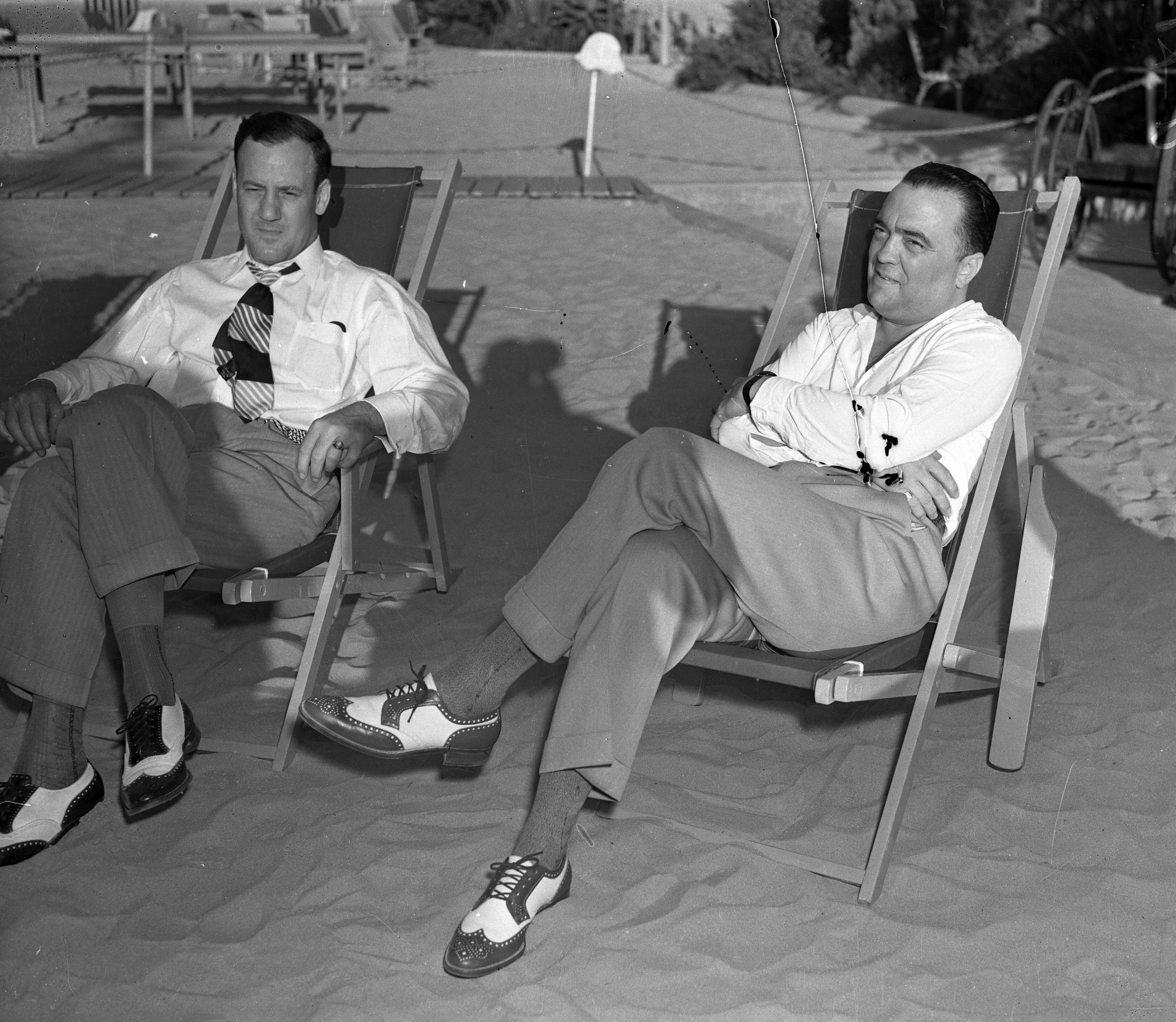
Клайд Толсон (слева) с Джоном Эдгаром Гувером

Гувер описывал Толсона как своё «альтер эго»: днём они работали бок о бок, обедали вместе, по вечерам вместе выходили в свет, и даже совместно проводили отпуска. Ходили слухи, что их связывали романтические отношения. Некоторые авторы опровергают слухи о гомосексуальности Гувера и возможных интимных связях между ним и Толсоном, в то время, как другие описывали их как возможные или даже «подтверждённые», а другие пересказывали слухи, но не давали им своей оценки.
Когда Гувер умер, Толсон унаследовал его состояние в размере $551,000 и переехал в его дом; он принял американский флаг, которым был накрыт гроб с телом Гувера. Могила Толсона находится в нескольких ярдах от могилы Гувера на Кладбище Конгресса.

## Образ Толсона в массовой культуре
Толсон не раз становился героем радиопостановок, телевизионных и художественных фильмов (с 1977 года по настоящее время). Первым актёром, воплотившем образ Толсона на экране, стал Дэн Дэйли, сыгравший его в драме «Личное досье Джона Эдгара Гувера» в 1977 году. Самый известный и последний из них — фильм «Дж. Эдгар» (2011) режиссёра Клинта Иствуда, где роль Толсона исполнил актер Арми Хаммер.